# Blagoja Milevski
Blagoja Milevski (in macedone Благоја Милевски?; Skopje, 25 marzo 1971) è un allenatore di calcio ed ex calciatore macedone, di ruolo difensore, commissario tecnico della nazionale macedone.

## Carriera

### Allenatore
Il 5 agosto 2021 viene ufficializzata la sua promozione a commissario tecnico della nazionale macedone.

## Statistiche

### Statistiche da allenatore

#### Nazionale nel dettaglio
Statistiche aggiornate al 6 giugno 2025.
| 2021                      | Macedonia del Nord        | Qual. Mondiale 2022           | Subentrato, 2º nel Gruppo J, eliminato ai play-off | 7  | 3  | 3  | 1  | 42,86 | 14 | 7  | +7  |
| Mar. 2022 (play-off)      | Macedonia del Nord        | Qual. Mondiale 2022           | Subentrato, 2º nel Gruppo J, eliminato ai play-off | 2  | 1  | 0  | 1  | 50,00 | 1  | 2  | -1  |
| 2022                      | Macedonia del Nord        | UEFA Nations League 2022-2023 | 3º nel Gruppo 4 della Lega C                       | 6  | 2  | 1  | 3  | 33,33 | 7  | 7  | 0   |
| 2023                      | Macedonia del Nord        | Qual. Euro 2024               | 4º nel gruppo C, non qualificato                   | 8  | 2  | 2  | 4  | 25,00 | 10 | 20 | -10 |
| 2024                      | Macedonia del Nord        | UEFA Nations League 2024-2025 | 1º nel Gruppo 4 della Lega C, promosso in Lega B   | 6  | 5  | 1  | 0  | 83,33 | 10 | 1  | +9  |
| 2025                      | Macedonia del Nord        | Qual. Mondiale 2026           |                                                    | 3  | 1  | 2  | 0  | 33,33 | 5  | 2  | +3  |
| Dal 2021                  | Macedonia del Nord        | Amichevoli                    |                                                    | 9  | 2  | 2  | 5  | 22,22 | 8  | 13 | -5  |
| Totale Macedonia del Nord | Totale Macedonia del Nord | Totale Macedonia del Nord     | Totale Macedonia del Nord                          | 41 | 16 | 11 | 13 | 39,02 | 55 | 52 | +3  |

#### Panchine da commissario tecnico della nazionale macedone
| Cronologia completa delle presenze e delle reti in nazionale ― Macedonia del Nord | Cronologia completa delle presenze e delle reti in nazionale ― Macedonia del Nord | Cronologia completa delle presenze e delle reti in nazionale ― Macedonia del Nord | Cronologia completa delle presenze e delle reti in nazionale ― Macedonia del Nord | Cronologia completa delle presenze e delle reti in nazionale ― Macedonia del Nord | Cronologia completa delle presenze e delle reti in nazionale ― Macedonia del Nord | Cronologia completa delle presenze e delle reti in nazionale ― Macedonia del Nord | Cronologia completa delle presenze e delle reti in nazionale ― Macedonia del Nord |
| Data                                                                              | Città                                                                             | In casa                                                                           | Risultato                                                                         | Ospiti                                                                            | Competizione                                                                      | Reti                                                                              | Note                                                                              |
| --------------------------------------------------------------------------------- | --------------------------------------------------------------------------------- | --------------------------------------------------------------------------------- | --------------------------------------------------------------------------------- | --------------------------------------------------------------------------------- | --------------------------------------------------------------------------------- | --------------------------------------------------------------------------------- | --------------------------------------------------------------------------------- |
| 2-9-2021                                                                          | Skopje                                                                            | Macedonia del Nord                                                                | 0 – 0                                                                             | Armenia                                                                           | Qual. Mondiali 2022                                                               | -                                                                                 | Cap: S. Ristovski                                                                 |
| 5-9-2021                                                                          | Reykjavík                                                                         | Islanda                                                                           | 2 – 2                                                                             | Macedonia del Nord                                                                | Qual. Mondiali 2022                                                               | Darko Velkoski Ezgjan Alioski                                                     | Cap: S. Ristovski                                                                 |
| 8-9-2021                                                                          | Skopje                                                                            | Macedonia del Nord                                                                | 0 – 0                                                                             | Romania                                                                           | Qual. Mondiali 2022                                                               | -                                                                                 | Cap: S. Ristovski                                                                 |
| 8-10-2021                                                                         | Vaduz                                                                             | Liechtenstein                                                                     | 0 – 4                                                                             | Macedonia del Nord                                                                | Qual. Mondiali 2022                                                               | Darko Velkoski Ezgjan Alioski (rig.) Boban Nikolov Darko Čurlinov                 | Cap: S. Ristovski                                                                 |
| 11-10-2021                                                                        | Skopje                                                                            | Macedonia del Nord                                                                | 0 – 4                                                                             | Germania                                                                          | Qual. Mondiali 2022                                                               | -                                                                                 | Cap: S. Ristovski                                                                 |
| 11-11-2021                                                                        | Erevan                                                                            | Armenia                                                                           | 0 – 5                                                                             | Macedonia del Nord                                                                | Qual. Mondiali 2022                                                               | Aleksandar Trajkovski 3 Enis Bardi (2 rig.) Milan Ristovski Darko Čurlinov        | Cap: E. Bardi                                                                     |
| 14-11-2021                                                                        | Skopje                                                                            | Macedonia del Nord                                                                | 3 – 1                                                                             | Islanda                                                                           | Qual. Mondiali 2022                                                               | Ezgjan Alioski 2 Eljif Elmas                                                      | Cap: S. Ristovski                                                                 |
| 24-3-2022                                                                         | Palermo                                                                           | Italia                                                                            | 0 – 1                                                                             | Macedonia del Nord                                                                | Qual. Mondiali 2022                                                               | Aleksandar Trajkovski                                                             | Cap: S. Ristovski                                                                 |
| 29-3-2022                                                                         | Porto                                                                             | Portogallo                                                                        | 2 – 0                                                                             | Macedonia del Nord                                                                | Qual. Mondiali 2022                                                               | -                                                                                 | Cap: S. Ristovski                                                                 |
| 2-6-2022                                                                          | Razgrad                                                                           | Bulgaria                                                                          | 1 – 1                                                                             | Macedonia del Nord                                                                | UEFA Nations League 2022-2023 - Lega C                                            | Milan Ristovski                                                                   | Cap: E.Bardi                                                                      |
| 5-6-2022                                                                          | Gibilterra                                                                        | Gibilterra                                                                        | 0 – 2                                                                             | Macedonia del Nord                                                                | UEFA Nations League 2022-2023 - Lega C                                            | Enis Bardi Boban Nikolov                                                          | Cap: E.Bardi                                                                      |
| 9-6-2022                                                                          | Skopje                                                                            | Macedonia del Nord                                                                | 0 – 3                                                                             | Georgia                                                                           | UEFA Nations League 2022-2023 - Lega C                                            | -                                                                                 | Cap: E.Bardi                                                                      |
| 12-6-2022                                                                         | Skopje                                                                            | Macedonia del Nord                                                                | 4 – 0                                                                             | Gibilterra                                                                        | UEFA Nations League 2022-2023 - Lega C                                            | Enis Bardi autorete Bojan Miovski Darko Čurlinov                                  | Cap: E.Bardi                                                                      |
| 23-9-2022                                                                         | Tblisi                                                                            | Georgia                                                                           | 2 – 0                                                                             | Macedonia del Nord                                                                | UEFA Nations League 2022-2023 - Lega C                                            | -                                                                                 | Cap: E.Bardi                                                                      |
| 26-9-2022                                                                         | Skopje                                                                            | Macedonia del Nord                                                                | 0 – 1                                                                             | Bulgaria                                                                          | UEFA Nations League 2022-2023 - Lega C                                            | -                                                                                 | Cap: E.Bardi                                                                      |
| 22-10-2022                                                                        | Abu Dhabi                                                                         | Arabia Saudita                                                                    | 1 – 0                                                                             | Macedonia del Nord                                                                | Amichevole                                                                        | -                                                                                 | Cap: D.Velkovski                                                                  |
| 17-11-2022                                                                        | Skopje                                                                            | Macedonia del Nord                                                                | 1 – 1                                                                             | Finlandia                                                                         | Amichevole                                                                        | Enis Bardi (rig.)                                                                 | Cap: S. Ristovski                                                                 |
| 20-11-2022                                                                        | Skopje                                                                            | Macedonia del Nord                                                                | 1 – 3                                                                             | Azerbaigian                                                                       | Amichevole                                                                        | Enis Bardi (rig.)                                                                 | Cap: S. Ristovski                                                                 |
| 23-3-2023                                                                         | Skopje                                                                            | Macedonia del Nord                                                                | 2 – 1                                                                             | Malta                                                                             | Qual. Euro 2024                                                                   | Eljif Elmas Darko Čurlinov                                                        | Cap: S. Ristovski                                                                 |
| 27-3-2023                                                                         | Skopje                                                                            | Macedonia del Nord                                                                | 1 – 0                                                                             | Fær Øer                                                                           | Amichevole                                                                        | Bojan Miovski                                                                     | Cap: S. Ristovski                                                                 |
| 16-6-2023                                                                         | Skopje                                                                            | Macedonia del Nord                                                                | 2 – 3                                                                             | Ucraina                                                                           | Qual. Euro 2024                                                                   | Enis Bardi (rig.) Eljif Elmas                                                     | Cap: S. Ristovski                                                                 |
| 19-6-2023                                                                         | Manchester                                                                        | Inghilterra                                                                       | 7 – 0                                                                             | Macedonia del Nord                                                                | Qual. Euro 2024                                                                   | -                                                                                 | Cap: S. Ristovski                                                                 |
| 9-9-2023                                                                          | Skopje                                                                            | Macedonia del Nord                                                                | 1 – 1                                                                             | Italia                                                                            | Qual. Euro 2024                                                                   | Enis Bardi                                                                        | Cap: E. Bardi                                                                     |
| 12-9-2023                                                                         | Attard                                                                            | Malta                                                                             | 0 – 2                                                                             | Macedonia del Nord                                                                | Qual. Euro 2024                                                                   | Eljif Elmas Jovan Manev                                                           | Cap: E. Bardi                                                                     |
| 14-10-2023                                                                        | Praga                                                                             | Ucraina                                                                           | 2 – 0                                                                             | Macedonia del Nord                                                                | Qual. Euro 2024                                                                   | -                                                                                 | Cap: E. Bardi                                                                     |
| 17-10-2023                                                                        | Strumica                                                                          | Macedonia del Nord                                                                | 3 – 1                                                                             | Armenia                                                                           | Amichevole                                                                        | Aleksandar Trajkovski Milan Ristovski Erdon Daci                                  | Cap: E. Bardi                                                                     |
| 17-11-2023                                                                        | Roma                                                                              | Italia                                                                            | 5 – 2                                                                             | Macedonia del Nord                                                                | Qual. Euro 2024                                                                   | 2 Jani Atanasov                                                                   | Cap: E. Bardi                                                                     |
| 20-11-2023                                                                        | Skopje                                                                            | Macedonia del Nord                                                                | 1 – 1                                                                             | Inghilterra                                                                       | Qual. Euro 2024                                                                   | Enis Bardi                                                                        | Cap: E. Bardi                                                                     |
| 22-3-2024                                                                         | Aksu                                                                              | Macedonia del Nord                                                                | 1 – 1                                                                             | Moldavia                                                                          | Amichevole                                                                        | Bojan Miovski                                                                     | Cap: E. Bardi                                                                     |
| 25-3-2024                                                                         | Aksu                                                                              | Montenegro                                                                        | 1 – 0                                                                             | Macedonia del Nord                                                                | Amichevole                                                                        | -                                                                                 | Cap: E. Bardi                                                                     |
| 3-6-2024                                                                          | Fiume                                                                             | Croazia                                                                           | 3 – 0                                                                             | Macedonia del Nord                                                                | Amichevole                                                                        | -                                                                                 | Cap: S. Dimitrievski                                                              |
| 10-6-2024                                                                         | Hradec Králové                                                                    | Rep. Ceca                                                                         | 2 – 1                                                                             | Macedonia del Nord                                                                | Amichevole                                                                        | Isnik Alimi                                                                       | Cap: S. Dimitrievski                                                              |
| 7-9-2024                                                                          | Tórshavn                                                                          | Fær Øer                                                                           | 1 – 1                                                                             | Macedonia del Nord                                                                | UEFA Nations League 2024-2025 - Lega C                                            | Enis Bardi (rig.)                                                                 | Cap: S. Dimitrievski                                                              |
| 10-9-2024                                                                         | Skopje                                                                            | Macedonia del Nord                                                                | 2 – 0                                                                             | Armenia                                                                           | UEFA Nations League 2024-2025 - Lega C                                            | Enis Bardi Bojan Miovski                                                          | Cap: E. Bardi                                                                     |
| 10-10-2024                                                                        | Riga                                                                              | Lettonia                                                                          | 0 – 3                                                                             | Macedonia del Nord                                                                | UEFA Nations League 2024-2025 - Lega C                                            | Jani Atanasov Lirim Qamili Eljif Elmas                                            | Cap: E. Bardi                                                                     |
| 13-10-2024                                                                        | Erevan                                                                            | Armenia                                                                           | 0 – 2                                                                             | Macedonia del Nord                                                                | UEFA Nations League 2024-2025 - Lega C                                            | Bojan Miovski Isnik Alimi                                                         | Cap: E. Bardi                                                                     |
| 14-11-2024                                                                        | Skopje                                                                            | Macedonia del Nord                                                                | 1 – 0                                                                             | Lettonia                                                                          | UEFA Nations League 2024-2025 - Lega C                                            | Nikola Serafimov                                                                  | Cap: E. Bardi                                                                     |
| 17-11-2024                                                                        | Skopje                                                                            | Macedonia del Nord                                                                | 1 – 0                                                                             | Fær Øer                                                                           | UEFA Nations League 2024-2025 - Lega C                                            | Bojan Miovski                                                                     | Cap: E. Bardi                                                                     |
| 22-3-2025                                                                         | Vaduz                                                                             | Liechtenstein                                                                     | 0 – 3                                                                             | Macedonia del Nord                                                                | Qual. Mondiali 2026                                                               | Aleksandar Trajkovski Visar Musliu Bojan Miovski                                  | Cap: E. Bardi                                                                     |
| 25-3-2025                                                                         | Skopje                                                                            | Macedonia del Nord                                                                | 1 – 1                                                                             | Galles                                                                            | Qual. Mondiali 2026                                                               | Bojan Miovski                                                                     | Cap: E. Bardi                                                                     |
| 6-6-2025                                                                          | Skopje                                                                            | Macedonia del Nord                                                                | 1 – 1                                                                             | Belgio                                                                            | Qual. Mondiali 2026                                                               | Ezgjan Alioski                                                                    | Cap: E. Bardi                                                                     |
| Totale                                                                            |                                                                                   | Presenze                                                                          | 41                                                                                |                                                                                   | Reti                                                                              | 55                                                                                |                                                                                   |

## Palmarès

### Giocatore

#### Competizioni nazionali
- Campionato jugoslavo: 1

Stella Rossa: 1990-1991
- Coppa di Slovenia: 1

Maribor: 1993-1994
- Campionato macedone: 1

Makedonija G.P.: 2008-2009

#### Competizioni internazionali
- Coppa dei Campioni: 1

Stella Rossa: 1990-1991

### Allenatore

#### Club
- Supercoppa di Macedonia: 1

Vardar: 2013

#### Individuale
- Allenatore macedone dell'anno: 1

2014